# 하늘의 유실물
하늘의 유실물(일본어: そらのおとしもの)은 일본의 만화가인 미나즈키 스우가 연재하는 만화이자, 동명의 만화를 원작으로 한 애니메이션이다. 월간소년 S의 2007년 5월호부터 현재까지 만화가 연재중이며, 단행본 또한 발간하고 있다. 애니메이션은 AIC A.S.T.A.에 의해 제작되었으며, 1기가 2009년 10월부터 12월까지 방영되었으며, 2기는 f(포르테)라는 단어를 덧붙여서 2010년 10월부터 12월까지 방영되었다. 또한 2기의 방영 기간 중에 작품의 영화화 계획이 발표되었다.
대한민국에서는 만화책 시리즈를 삼양출판사에서 발행하였으며, TV 애니메이션은 수입이 되지 않았으나 이를 바탕으로 만들어진 극장용 애니메이션 영화를 ㈜키노아이에서 수입하여 2012년 6월 7일에 『극장판 하늘의 유실물: 시계 태엽의 엔젤로이드』라는 이름으로 극장 개봉예정이다.

## 줄거리
소라미 마을에 사는 사쿠라이 토모키는 ‘평화가 제일’을 외치는, 단 한가지를 제외하면 평범한 중학생으로, 그 한가지는 매일 밤 얼굴조차 기억나지 않는 소녀가 나타나는 꿈을 꾸는 것이다. 이를 토모키는 그냥 단순한 꿈으로 치부했지만... 어느 날, 하늘에서 천사가 내려왔다

## 등장 인물
사쿠라이 토모키(桜井 智樹)
성우 - 호시 소이치로, 후지타 사키(토모코) / 그레그 에어스
이 작품의 주인공으로, ‘평화가 제일’을 좌우명으로 삼는 평범한 중학생이다. 사춘기의 욕망에 솔직하여 이카로스나 님프의 도구를 빌려 음흉하고 변태 저질스런 행위를 하기도 하지만, 이카로스나 님프 등에게 상냥함이나 정의감을 가지고 있는 일면도 보인다. 다른 캐릭터에 비해 정상적인 등신대에 비해 2등신대의 모습으로 나오는 경우가 많은 것이 특징이다. 성반전되었을 때는 ‘토모코’(トモ子)라는 이름을 사용한다.
이카로스(イカロス)
성우 - 하야미 사오리 / 브리트니 카바우스키
이 작품의 메인 히로인으로, 어느 날 하늘에서 내려온 미확인 생물체이다. 엔젤로이드 타입은 α(알파), 정식 명칭은 ‘Ikaros’로, 신장은 162cm에 체중은 48kg이다. 참고로 쓰리사이즈는 B88-W55-H85. 토모키를 처음 만났을 때는 ‘애완용 엔젤로이드’라 자칭하였으며, 토모키를 ‘마스터’라 부르고 있다. 일반적인 상식을 보유하고 있지 않아 토모키를 난감하게 하고 있으며, 감정 표현을 거의 할 수 없다. 이카로스가 님프와 아스트레아 외 다른 엔젤로이드와는 다르게 유난히 감정표현이 적은 이유는 후에 밝혀지는데 간단히 요약하자면, α(이카로스), β(님프), Δ(아스트레이아) 등의 1세대 엔젤로이드들은 감정, 전투, 전산 이 세 개의 능력 중 2가지는 우월하며 1가지는 그렇지 못하도록 설계되었는데, 이카로스는 이 중 감정능력이 열후하여 그런 것으로 추측된다.
수심 3000m까지 잠수 할 수 있고 최대 720시간동안 무산소 활동을 할 수 있으며, 마하 24의 속도로까지 비행이 가능하다. 또한 영구추적하는 공대공 탄인 ‘아르테미스(그리스 신화의 달의 여신)’와 절대 방어권 ‘이지스(제우스의 방패인 아이기스의 영어발음)’, 초고열체 압축대함포인 ‘헤파이스토스(역시 그리스 신화의 대장장이 신) ,나라 하나를 통째로 날릴 수 있을 정도의 파괴력을 가진 ‘아폴론(궁술,의술,예언,음악과 시의 신)·’등의 굉장한 장비로 무장하고 있는 등 전투와 전산 능력에 특화되어 있으며, 이에 반해 감정 제어는 약해 능숙하게 감정을 표현하지는 못하고 있다. 가변 윙의 핵이 유일하게 장착되어 있는 엔젤로이드이기도 하다.
님프(ニンフ)
성우 - 노미즈 이오리 / 카라 에드워즈
중반 이후의 히로인 중 하나이다. 이카로스에 이어 시냅스로부터 온 제2의 미확인 생물체로 엔젤로이드 타입은 β(베타), 정식 명칭은 ‘Nymph’로, 신장은 139cm에 체중은 29kg이다. 참고로 쓰리사이즈는 B72-W45-H68이다. 토모키를 처음에는 ‘벌레’라 부르며 토모키를 경멸했으나, 어떠한 사건 이후로는 제대로 ‘토모키’라 부르고 있다. 이카로스를 데리고 돌아오라는 명령을 받았지만, 자신을 학대하는 것을 즐기는 마스터보다 자상하게 대해주는 토모키에게 정이 들게 되면서 시냅스의 남자로부터 배반을 하게 된다. 전투 능력은 다른 엔젤로이드에 비해서는 낮으며, 초고음파 진동자 '파라다이스 송'을 무장하고 있지만 공력력은 높지 않다. 대신 전자 전용으로 방해 전파 능력이나 스텔스 등의 능력에 뛰어나며, 인간의 뇌에 침입해 기억이나 감정 조작을 할 수도 있다. 본래 비행능력이 있었으나, 마스터를 배반하면서 감마(하피 자매)에게 날개가 찢어발겨져 상실했다. 하지만 토모키를 주인으로 모시게 되면서 다시 날개가 재생된다.
아스트라이아(アストレア)
성우 - 후쿠하라 카오리 / 칼리 모지어
중반 이후의 히로인 중 하나이다. 시냅스로부터 토모키를 말살하라는 임무를 받은 엔젤로이드로, 엔젤로이드 타입은 Δ(델타)이다. 신장은 159cm, 체중은 48kg으로 대형이지만, 님프의 후배이다. 참고로 쓰리사이즈는 B91-W56-H86이다. 근접적인 전투에 특화되어 있어, 그 쪽에 있어서는 이카로스의 능력 그 이상이다. 전투 능력과 감정 제어 등에 특화되어 있는 만큼 전산 능력이 떨어진다. 때문에 자신이 바보인 것을 자각하고 있으나 어떠한 사건으로 인해 토모키를 자신보다 더욱 바보라고 보게 되면서, 임무는 뒷전으로 하고 토모키를 상대로 저레벨의 바보 싸움을 펼치고 있다. 이카로스를 존경하고 있는 것과 동시에 무서워하면서, 그 마스터인 토모키에 대해서는 직접적으로 공격 할 수 없게 되었다. 무장으로는 엔젤로이드1의 가속 성능을 자랑하는 ‘초가속형의 날개’, 이카로스를 웃도는 방어력을 가진 ‘aegis=L’, 또한 이카로스의 ‘aegis’마저도 파괴해버리는 초진동 광자검인 ‘chrysaor’을 장비하고 있어 근접 전투면에서는 최강을 자랑하지만, 원거리에 맞는 병기나 센서 등을 장비하고 있지 않아서 거리를 놓치면 공격 수단이 모두 없어진다는 단점이 있다.
미츠키 소하라(見月 そはら)
성우 - 미나 / 트리나 니시무라
이 작품의 히로인으로 토모키와 어릴 적부터 함께 지내온 소꿉친구이다. 토모키와는 집이 바로 이웃에 위치해 있어, 아침에 잠이 약한 토모키를 깨워주는 등 고마운 행동을 하고 있다. 본래 어릴 적 병약했던 자신을 신경써줘 돌아다녀 준 토모키를 좋아하게 되었으며, 이로 인한 소하라의 춉의 각성과 토모키가 강아지에 트라우마가 생긴 것도 어릴적의 사건이 원인이 되었다. 토모키에게 연정이 있지만, 동거하고 있는 이카로스 등에게는 내심 불안해 하고 있다. 참고로 쓰리사이즈는 B92-W59-H84이다.
스가타 에이시로(守形 英四郎)
성우 - 스즈키 타츠히사 / 에릭 베일
신대륙 발견부의 유일한 부원으로, 토모키가 이카로스의 마스터가 된 계기를 마련해준 인물이기도 하다. 도쿄 대학원 레벨의 수학 문제를 순식간에 풀 정도의 두뇌와 ‘최강의 중학생’이라고 소문 날 정도의 전투 능력을 보유하고 있다. 고민하는 사람이 있으면 조언을 주며 누군가의 문제에는 솔선해 달려드는 상냥함이 있지만, 신대륙의 발견과 하늘을 나는 것에 과하게 열중하면서 주위로부터는 괴짜 취급을 받고 있다. 미카코와는 소꿉친구 관계이지만, 그 이상의 묘사를 여러번 보여주기도 한다.
사츠키타네 미카코(五月田根 美香子)
성우 - 타카가키 아야히 / 제이미 마키
토모키가 다니는 학교의 학생회장으로, 에이시로와는 소꿉친구관계이다. 대대로 내려오는 임협도(任侠道) 가문의 아가씨로 미인에다가 에이시로에 필적할 정도의 두뇌와 전투능력을 가지고 있지만, 타인을 궁지에 빠뜨려 즐기는 음험한 성격의 소유자이기도 하다. 때문에 일부에선 새디스트라는 말도 돌곤 한다.
하피(ハーピー)
성우 - 네야 미치코, 오카모토 마야 / 클레린 하프, 스테퍼니 영
엔젤로이드 타입은 γ(감마)로, 정식 명칭은 ‘Harpy’이다. 쌍둥이 자매 형태의 양산형 엔젤로이드로(금발이 언니, 녹발이 동생) 이카로스의 파괴를 위해 님프의 응원차 시냅스로부터 왔지만, 님프로부터 배반을 당해 실패한다. 이카로스와의 전투에서는 압도적인 실력 차이를 보이며 패주하고야 말았다. 이후로는 시냅스의 경비 업무를 담당하고 있다.
카오스(カオス)
성우 - 토요사키 아키 / 캐리 새비지
제2세대의 타입 ε(엡실론)의 엔젤로이드로, 정식 명칭은 ‘Chaos’이다. 신장은 107cm에 체중은 19kg로 수도복을 입은 소녀 모습을 하고 있다. 이카로스와 님프의 말살과 함께 가변 윙의 핵을 회수하기 위해 지상에서 내려왔으며, 제1세대의 엔젤로이드에게는 경칭을 써 언니(おねぇさま)라 부르고 있다.
다이달로스(ダイダロス)
성우 - 오가메 아스카 / 모니카 리얼
어릴 적부터 언제나 토모키의 꿈속에서 말을 걸어오는 날개달린 소녀로, 이카로스 등의 다른 시냅스인과는 달리 날개가 2쌍으로 달려있는 것이 특징이다. 처음에는 ‘하늘에 붙잡혔어’ 등의 추상적인 말만을 하였지만, 이카로스가 내려온 이후부터는 그녀를 맡기거나 위험을 알리는 등의 구체적인 말을 하기 시작했다. 이카로스 등을 만든 과학자로, 행복하게 지내는 이카로스 들이나 토모키를 말려들지 않게 하기 위해 도움을 요구하는 것을 그만두고 있지만, 그녀들을 딸이라 부르며 애정을 가지고 지켜보고 있다.
시냅스의 남자(シナプスの男)
성우 - 미키 신이치로 / 마이크 맥팔랜드
현재 작중에서는 이름이 나타나지 않은 인물로, 본래 이카로스의 마스터였으나 그녀가 지상에 떨어져 토모키를 마스터로 삼게되면서 그녀를 되찾기 위해 님프나 하피 등을 지상으로 보냈다. 시냅스의 중요한 위치에 있는 것으로 불 수 있으나 자세한 것은 불명이다. 완전히 파탄난 성격을 보유하고 있으며, 지상의 날개가 달리지 않은 사람들을 인간으로 보지 않고 ‘벌레’라 부르는 업신여기는 행동을 보이기도 한다. 이러한 성격이 화가 되었고, 허를 찔린 이후로는 경악하고 있다. 토모키의 존재에 두려움을 느껴 말살을 명하고 있다.
노점상 아저씨(テキ屋のおっさん)
여름 축제일에 사츠키타네가가 부른 테키가게의 주인이다. 가게 명칭은 ‘과녁 JUDAS’로, 과녁가게인데 서바이벌 게임을 한다는 변종의 형태이다. 미나즈키 스우의 전작인 JUDAS의 등장 인물인 '제로=마스케티아노'의 패러디 캐릭터이기도 하다.
타케하라(竹原)
성우 - 마루야마 타케시
토모키가 다니는 학교의 수학교사로, 여름방학의 과제물 등에 도쿄대학원 수준의 문제를 출제해 학생들을 괴롭게 만들고 있다.
할아버지(おじいちゃん)
성우 - 이와사키 히로시
토모키의 할아버지로, 상당히 여자를 좋아하는 사람이며 그것이 화가 돼 타계한 듯한 묘사가 등장하기도 한다. 토모키의 취향은 이 할아버지에게서 비롯된 것으로 보인다.
카자네 히요리(틀:風音 日和)
성우 - 히카사 요코 / 콜린 클링컨비어드
에이시로가 시냅스의 거주 구역의 시설에 침입했을 때 목격한 시설에서 사는 시냅스인의 소녀이다. 소라미 중학교의 학생으로서 지상에 살고 있는 꿈을 꾸고 있다. 머리카락의 왼쪽으로 미카코와같은 머리 치장의 리본에 방울을 달고 있다. 즐겁게 살아가는 토모키에게 호의를 보이며 잠꼬대를 하고 있다.

## 용어
소라미 마을(空美町)
토모키 들이 사는 인구 약 7000명 가량의 산에 둘러싸인 작은 마을로, 명물이라고 할 만한 것은 아니지만 굳이 있다면 밭을 경작하는 아줌마들의 웃는 모습이나 수령이 400년에 이른 벚꽃나무가 있는 정도로, 주민들은 아무것도 없다고 말하지만 토모키는 이것에 마음에 들어한다.
현립 소라미 중학교(県立空美中学校)
토모키가 다니는 중학교로, 학생 수는 알려지지 않았으나 시골이기 때문에 매우 적은 것으로 보인다.
사립 소라미 학원(私立空美学園)
소라미 마을의 중심가에 위치한 부유층을 위한 사립학교로, 소라미 중학교처럼 학생 수가 적어 합동으로 행사를 치르는 것이 많지만, 학생들 사이에서는 사이가 매우 좋지 않다.
시냅스(シナプス)
하늘에 있는 천상세계로, 스가타 에이시로는 이를 ‘신대륙’이라 말하고 있다. 항상 이동하고 있지만, 토모키가 이카로스의 마스터가 된 이후부터는 소라미 마을 상공에서 정체하고 있다. 거주자들은 모두 날개가 달려 있는 것이 특징이다.
엔젤로이드(エンジェロイド)
시냅스의 제품명으로 신축 자재로 구성되어 있는 한편 투명하게도 할 수 있는 쇠사슬이 붙어있는 목걸이를 통해 마스터와 연결되고 있다. 이카로스, 님프 등이 이것의 제1세대에 해당한다.
하늘의 여왕(우라노스 퀸, 空の女王)
일찍이 시냅스를 뒤흔들었다고 여겨지는 최강의 엔젤로이드를 말하며, 이카로스의 이명이다.
석판(石板)
시냅스 중추에 서 있는 탑으로 표면에는 수수께끼의 언어가 적혀져 있다. 소하라는 이 언어의 나열을 '화나 있고, 슬퍼 있다'라 표현했다.
꿈(夢)
이 이야기의 중요한 키워드 중 하나로, 토모키는 꿈을 통해 시냅스와 연관되면서 엔젤로이드 들과 만나게 되었다. 시냅스인의 꿈은 지상인이 되어 지상에서 살고 있다. 또한 엔젤로이드 들은 꿈을 꾸는 것을 터부로 하고 있다.
가변 윙의 핵(可変ウィングの核)
시냅스 최고의 동력기관이며 이카로스에게만 이것이 탑재되어 있다. 시냅스에게는 엔젤로이드 외에도 많은 병기가 있지만, 그것을 움직이기 위한 동력기관은 존재하지 않고 있다. 그 때문에 이카로스의 탈환은 시냅스에 있어서의 중대한 문제가 되었으며, 이카로스가 떨어진 이후 시냅스가 소라미 마을 상공에 정체하고 있는 것도 이러한 이유로 보인다.

## 단행본
2007년 5월부터 연재가 시작된 이래 4개월여만인 9월 26일에 가도카와 서점에 의해 단행본이 처음으로 발매되었으며, 대한민국에서는 삼양출판사가 정식으로 수입하여 2009년 11월 11일에 한국어로 번역하여 출간하기 시작하였다.
- 일본 - 가도카와 서점
  - 하늘의 유실물 1 ISBN 978-4-04-713973-2 (2007년 9월 26일 발매)
  - 하늘의 유실물 2 ISBN 978-4-04-715013-3 (2007년 12월 26일 발매)
  - 하늘의 유실물 3 ISBN 978-4-04-715079-9 (2008년 7월 26일 발매)
  - 하늘의 유실물 4 ISBN 978-4-04-715164-2 (2009년 1월 26일 발매)
  - 하늘의 유실물 5 ISBN 978-4-04-715228-1 (2009년 4월 25일 발매)
  - 하늘의 유실물 6 ISBN 978-4-04-715292-2 (2009년 9월 25일 발매)
  - 하늘의 유실물 7 ISBN 978-4-04-715301-1 (2009년 10월 26일 발매)
  - 하늘의 유실물 8 ISBN 978-4-04-715399-8 (2010년 3월 25일 발매)
  - 하늘의 유실물 9 ISBN 978-4-04-715520-6 (2010년 9월 25일 발매)
  - 하늘의 유실물 10 ISBN 978-4-04-715545-9 (2010년 10월 26일 발매)
  - 하늘의 유실물 11 ISBN 978-4-04-715545-9 (2011년 1월 27일 발매)
  - 하늘의 유실물 12 ISBN 978-4-04-715711-8 (2011년 6월 4일 발매)

- 대한민국 - 삼양출판사
  - 하늘의 유실물 1 ISBN 978-89-542-3419-1 (2009년 11월 11일 발매)
  - 하늘의 유실물 2 ISBN 978-89-542-3533-4 (2009년 12월 26일 발매)
  - 하늘의 유실물 3 ISBN 978-89-542-3603-4 (2010년 2월 26일 발매)
  - 하늘의 유실물 4 ISBN 978-89-542-3810-6 (2010년 5월 16일 발매)
  - 하늘의 유실물 5 ISBN 978-89-542-3895-3 (2010년 8월 15일 발매)
  - 하늘의 유실물 6 ISBN 978-89-542-3943-1 (2010년 10월 21일 발매)
  - 하늘의 유실물 7 ISBN 978-89-542-4029-1 (2010년 12월 10일 발매)
  - 하늘의 유실물 8 ISBN 978-89-542-4185-4 (2011년 1월 29일 발매)
  - 하늘의 유실물 9 ISBN 978-89-542-4292-9 (2011년 4월 14일 발매)
  - 하늘의 유실물 10 [[특수:책찾기/|ISBN 978-89-542-4383-4]] (2011년 9월 1일 발매)
  - 하늘의 유실물 11 {{ISBN|978-89-542-4701-6}} (2012년 2월 13일 발매)
  - 하늘의 유실물 12 {{ISBN|978-89-542-4820-4}} (2012년 8월 27일발매)

## TV 애니메이션

### 제1기
애니메이션 제작회사인 AIC A.T.S.A에 의해 제작되어 2009년 10월부터 같은 해 12월까지 tvk를 비롯한 지역 독립 UHF방송국에서 방송되었다. DVD에서는 TV 방송판에서는 묘사 할 수 없던 부분을 수정한 ‘망상 전개 버전’을 수록하고, 또한 DVD 제7권에서는 TV 미방영분인 제14화를 수록하였다.

#### 스태프
- 원작 : 미나즈키 스우(水無月すう)
- 감독 : 사이토 히사시(斎藤久)
- 시리즈 구성 : 카키하라 유코(柿原優子)
- 캐릭터 디자인·총 작화감독 : 와타나베 요시히로(渡邊義弘)
- 디자인 담당 : 와시오 나오히로(鷲尾直広)
- 메인 애니메이터 : 와시호쿠 쿄타(鷲北恭太)
- 미술 감독 : 고로쿠 히로시(合六弘)
- 미술 설정 : 고로쿠 히로시(合六弘), 오구라 히로마사(小倉宏昌)
- 색채 설정 : 히비 치에코(日比智恵子)
- 컴포지션 디렉터(촬영 감독) : 히라바라시 나나에(平林奈々恵)
- 편집 : 사쿠라이 타카시(櫻井崇)
- 음향 감독 : 타카하시 츠요시(高橋剛)
- 음악 : 이와사키 모토요시(岩崎元是)
- 프로듀서 : 하치야 세이이치(蜂屋誠一), 스즈키 토모코(鈴木智子), 타케치 츠네오(武智恒雄), 하라다 유카(原田由佳)
- 애니메이션 프로듀서 : 오쥬니 유우(黄樹弐悠)
- 애니메이션 제작 : AIC A.S.T.A.
- 제작 : 소라미 마을 신대륙 발견부

#### 주제가
※이하의 주제가를 부른 작중 캐릭터들의 성우는 다음과 같다.
- 이카로스 : 하야미 사오리
- 님프 : 노미즈 이오리
- 미츠키 소하라 : 미나
- 사츠키타네 미카코 : 타카가키 아야히
- 사쿠라이 토모키 : 호시 소이치로
- 스가타 에이시로 : 스즈키 타츠히사
- 토모코 : 후지타 사키

오프닝 테마
Ring My Bell
작사 : 이와사토 유우호 / 작곡·편곡 : 하시모토 유카리
노래 : blue drops(요시다 히토미 & 이카로스)
엔딩 테마
곁에 있을 수 있는 것만으로도(そばにいられるだけで, 제1화, 제13화)
작사 : 미우라 세이지 / 작곡 : 코우지미야 타쿠토
노래 : blue drops(요시다 히토미 & 이카로스)
곷을 도는 여행(岬めぐり, 제2화)
작사 : 야마가미 미치호 / 작곡 : 아마모토 코타로
노래 : 미츠키 소하라
원곡은 '야마모토 코타로와 위크앤드'의 앨범 '안녕! 위크앤드'에 수록된 동명의 곡이다.
태양이 내려준 계절(太陽がくれた季節, 제3화)
작사 : 야마카와 케이스케 / 작곡 : 이즈미 타쿠
노래 : 이카로스, 미츠키 소하라, 사츠키타네 미카코, 사쿠라이 토모키, 스가타 에이시로
원곡은 '푸른 삼각자'의 앨범 '태양이 내려준 계절/맨발의 세대'에 수록된 동명의 곡으로, TV 드라마인 '날아 오르라! 청춘'의 주제가로 쓰였다.
전사의 휴식(戦士の休息, 제4화)
작사 : 야마카와 케이스케 / 작곡 : 오노 유지
노래 : 사쿠라이 토모키
원곡은 마치다 요시토의 앨범 '장거리 러너'에 수록된 동명의 곡으로, 영화 '야성의 증명'의 메인 테마곡으로 쓰였다.
가라! 가라! 카와구치 히로시(ゆけ!ゆけ!川口浩, 제5화)
작사 : 카몬 타츠오, 아오키 이치로 / 작곡 : 카몬 타츠오
노래 : 카몬 타츠오
1980년대에 인기를 끈 TV 특별프로 시리즈인 '카와구치 히로시 탐험대'를 테마로 한 코믹송으로, 원곡을 열창했던 가수 본인이 출연했다. 셀프 커버 앨범인 'TATSUO KAMON 25th anniversary SELF COVER BEST!'(2008) 에 수록되어 있다.
여름빛 난시(夏色のナンシー, 제6화)
작사 : 미우라 요시코 / 작곡 : 츠츠미 쿄헤이
노래 : 님프
원곡은 하야미 유우의 싱글 앨범에 수록된 동명의 곡으로, 코카콜라의 CM송으로도 쓰인 적이 있다.
뿌리치고 향하는 너는 아름답다(ふり向くな君は美しい, 제7화)
작사 : 아쿠 유우 / 작곡 : 미키 타카시
노래 : 이카로스, 님프, 미츠키 소하라, 사츠키타네 미카코, 사쿠라이 토모키, 스가타 에이시로
원곡은 현재도 '전국 고교 축구 토너먼트 대회'의 이미지 송으로 사용되고 있는 동명의 곡으로, 또한 7화 엔딩의 영상은 '3학년 B반 킨파치 선생'의 패러디로 보인다.
와일드 세븐(ワイルドセブン, 제8화)
작사 : 아쿠 유우 / 작곡 : 모리타 코이치
노래 : 사쿠라이 토모키, 스가타 에이시로
원곡은 드라마 '와일드 7'의 주제가이다.
첫사랑(初恋, 제9화)
작사·작곡 : 무리시타 코조
노래 : 이카로스, 사츠키타네 미카코
원곡은 무리시타 코조의 앨범에 수록된 동명의 곡이다.
우리들의 다이어리(僕等のダイアリー, 제10화)
작사 : 키스기 에츠코 / 작곡 : 호시 카츠
노래 : 사츠키타네 미카코, 스가타 에이시로
원곡은 H2O의 곡으로, TV 드라마 '날개 달린 커플'의 엔딩 테마곡으로 쓰였다.
챔피언(チャンピオン, 제11화)
작사·작곡 : 타니무라 신지
노래 : 사쿠라이 토모키, 토모코
원곡은 ALICE의 앨범에 수록된 동명의 곡이다.
붉은 꽃 흰 꽃(赤い花 白い花, 제12화)
작사·작곡 : 나카무라 미에
노래 : 이카로스
원곡은 가수 그룹 '붉은 새'의 앨범에 수록된 동명의 곡이다.
첫 봄바람(春一番, OVA 제14화))
작사·작곡 : 호구치 유스케
노래 : 이카로스, 님프, 미츠키 소하라
원곡은 가수 그룹 '캔디즈'의 곡이다.
삽입곡
콕콕·B·콕(チクチク・B・チック, 제10화)
작사 : 미나즈키 스우 / 작·편곡 : 미우라 세이지
노래 : 사쿠라이 토모키, 스가타 에이시로
fallen down(제10화)
작사 : 미나즈키 스우 / 작·편곡 : 마루야마 테츠오
노래 : 이카로스

#### 방영 목록
부제의 괄호 안은 애니메이션 내에서는 후리가나의 형태로 표현되어 있다.
| 화수         | 부제 (원제/풀이)                                                                   | 각본          | 그림 콘티                       | 연출                                | 작화감독                      |
| ------------ | ---------------------------------------------------------------------------------- | ------------- | ------------------------------- | ----------------------------------- | ----------------------------- |
| 제1화        | 全裸王（ユウシャ）世界に起つ! 전라왕(용자) 세계에 서다!                            | 카키하라 유코 | 사이토 히사시                   | 사이토 히사시                       | 키무라 타카히로               |
| 제2화        | 天翔ける虹色下着（ロマン） 하늘을 나는 무지개색 속옷(로망)                         | 카키하라 유코 | 사이토 히사시                   | 오쿠노 코타                         | 마츠바라 유타카               |
| 제3화        | エンジェロイド初体験（0シレイ） 엔젤로이드 첫 경험(제로 지령)                      | 카키하라 유코 | 후루카와 준코                   | 하시구치 요우스케                   | 사노 히데토시                 |
| 제4화        | 愛と三角地帯（トライアングル）ふたたび 사랑과 삼각지대(트라이앵글) 한 번 더        | 카키하라 유코 | 사이토 히사시                   | 후쿠다 타카유키                     | 요시다 유이치 와시키타 쿄타   |
| 제5화        | 任侠（セレブ）と初夜（アツイヨル） 용감한 자(유명인)와 첫날 밤(뜨거운 밤)          | 카키하라 유코 | 카와구치 리에                   | 쇼지 신이치                         | 카메타니 쿄코                 |
| 제6화        | 水着軍団（ナミギワ）GO!GO!GO! 수영복 군단(바닷가) GO! GO! GO!                      | 카키하라 유코 | 사이토 히사시                   | 오쿠노 코타                         | 쉔 홍                         |
| 제7화        | 電脳少女（トキメキ）の転校生 전뇌소녀(두근두근) 전학생                             | 카키하라 유코 | 후루카와 준코                   | 우시로 신지                         | 키무라 타카히로               |
| 제8화        | 血斗（マツリ）は誰がために 혈투(축제)는 누구를 위해서                              | 카키하라 유코 | 후루카와 준코                   | 우에다 요이치                       | 나가타 마사미 마츠바라 유타카 |
| 제9화        | 嘘から始まる妄想劇場（ストーリー） 거짓말에서 시작되는 망상 극장(스토리)           | 카키하라 유코 | 카와구치 리에                   | 하시구치 요우스케                   | 사노 히데토시                 |
| 제10화       | 天使の旋律（コトバ）の向かう先 천사의 선율(말)이 향하는 곳                         | 카키하라 유코 | 쇼지 신이치                     | 하시모토 히로유키 아키타야 노리유키 | 니시자와 신야                 |
| 제11화       | いざ征かん! 我が銭湯領域（パラダイス） 나아가자! 나의 대중 목욕탕 영역(파라다이스) | 카키하라 유코 | 나카무라 노리요시 사이토 히사시 | 호시노 마사시                       | 쉔 홍 나가타 마사미           |
| 제12화       | 逃るること叶わぬ螺旋回廊（クサリ） 도망칠 수 없는 나선회랑(쇠사슬)                 | 카키하라 유코 | 야나기사와 테츠야               | 야나기사와 테츠야                   | 야나기사와 테츠야             |
| 제13화       | 空の女王（オトシモノ） 하늘의 여왕(유실물)                                         | 카키하라 유코 | 이가라시 시쇼우 사이토 히사시   | 이가라시 시쇼우 오쿠노 코타         | 키무라 타카히로 우에다 요이치 |
| 제14화 (OVA) | プロジェクト桃源郷（ピンク） 프로젝트 도원향(핑크)                                 | 카키하라 유코 | 후루카와 준코                   | 오쿠노 코타                         | 카와무라 코스케               |

#### 기타
OVA
전체의 제14화에 해당하는〈하늘의 유실물 프로젝트 도원향(핑크)〉는 일본에서 2010년 9월 9일 발매된 만화 단행본 제9권 한정판에 DVD의 형식으로 동봉되어 배포되었다. 이 에피소드는 원래 TV 방영 기간(제1화~제13화) 내에 방송될 예정이었지만 OVA 발매를 예정하고 있던 다른 에피소드와 교체되어 DVD 제7권으로 공개가 미루어졌으며, 이 또한 이후에 변경되어서 DVD 제7권에 수록되지 못하였다. 대신 DVD 제7권에는 제13화의 TV 방영판과 무삭제판, 〈하늘 소리 라이브〉 삽입곡의 일부가 수록되었다.
하늘의 유실물의, 유실물(そらのおとしものの、おとしもの)
TV 애니메이션의 각 화가 끝날 때마다 KADOKAWAAnime로부터 전달되었던 프리 토크 동영상이다. 신진 성우 타키자와 이츠키, 조고 사에코, 토가시 미스즈, 치카키 유우야로 이루어진 〈신대륙 발견부 NEO〉가 진행을 맡았다. 이 네명의 성우들은 작품 내에서 여러 가지 엑스트라로 출연하였다.

### 제2기 (포르테)
《하늘의 유실물 f(포르테)》라는 제목으로 2010년 10월부터 방송, 같은 해 12월 말 (각 지역마다 방송시간이 다르다) 에 막을 내렸다.
제8화의 후반부 전개는 원작자가 만화에서 그리지 않았던 장면이 표현되어 있고, 애니메이션 종반부의 전체적인 스토리 또한 원작 만화와 약간 다른 양상을 띈다.
마지막화인 12화의 엔딩후 <하늘의 유실물 극장판>- 영화화 결정을 알리는 특보가 방송되었다. 이미 극장판의 대부분이 제작되어 2011년 여름 즈음에 개봉할 것으로 보인다.

#### 스태프
- 원작 : 미나즈키 스우(水無月すう)
- 감독 : 사이토 히사시(斎藤久)
- 시리즈 구성·각본 : 카키하라 유코(柿原優子)
- 캐릭터 디자인 : 와타나베 요시히로(渡邊義弘)
- 총 작화감독·디자인 담당 : 와타나베 요시히로(渡邊義弘), 카데카루 치카시(嘉手苅睦), 이시노 사토시(石野聡)
- SD·효과 총 작화감독 : 와시호쿠 쿄타(鷲北恭太)
- 메인 애니메이터 : 타나카 료우(田中良)
- 미술 감독 : 고로쿠 히로시(合六弘)
- 색채 설정 : 히비 치에코(日比智恵子)
- 컴포지션 디렉터(촬영 감독) : 히라바라시 나나에(平林奈々恵)
- 편집 : 사쿠라이 타카시(櫻井崇)
- 음향 감독 : 타카하시 츠요시(高橋剛)
- 음악 : 이와사키 모토요시(岩崎元是)
- 프로듀서 : 하치야 세이이치(蜂屋誠一), 스즈키 토모코(鈴木智子), 누마타 토모키(沼田知己), 쿠마가이 요시카즈(熊谷宣和)
- 애니메이션 프로듀서 : 오쥬니 유우(黄樹弐悠)
- 애니메이션 제작 : AIC A.S.T.A.
- 제작 : 신대륙 발견부 포르테

#### 주제가
※이하의 주제가를 부른 작중 캐릭터들의 성우는 다음과 같다.
- 이카로스 : 하야미 사오리
- 님프 : 노미즈 이오리
- 아스트레아 : 후쿠하라 카오리
- 미츠키 소하라 : 미나
- 사츠키타네 미카코 : 타카가키 아야히
- 사쿠라이 토모키 : 호시 소이치로
- 스가타 에이시로 : 스즈키 타츠히사
- 토모코 : 후지타 사키

오프닝 테마
Ring My Bell(제1화)
작사 : 이와사토 유우호 / 작곡·편곡 : 하시모토 유카리
노래 : 사쿠라이 토모키
가사와 영상은 제1기 〈하늘의 유실물 오피셜 팬 북〉에 수록된 〈하늘의 유실물 출장판. 야한 책은 부엌과 침대 아래 정도로 간단히〉를 소재로 하였다.
하트의 확률(ハートの確率, 제2화~)
작사 : 이와사토 유우호 / 작곡 : 코가 토모야 / 편곡 : 쿠사노 요시히로
노래 : blue drops(요시다 히토미 & 이카로스)
제1기와 같이, 제11화에서는 이카로스 역의 하야미 사오리가 메인 보컬을 맡았다.
엔딩 테마
돌아갈 테니까(帰るから, 제1화, 제11화)
작사 : 미우라 세이지 / 작곡 : 코우지미야 타쿠토
노래 : blue drops(요시다 히토미 & 이카로스)
COSMOS(제2화)
작사·작곡 : 미마스
노래 : blue drops(요시다 히토미 & 이카로스)
원곡은 음악 그룹 ‘아쿠아마린’의 곡이다.
뛰노는 청춘(かけめぐる青春, 제3화)
작사 : 이시하라 신이치 / 작곡 : 아카노 타치오
노래 : 미츠키 소하라, 사츠키타네 미카코
원곡은 1970년대 여자 프로레슬러 콤비 ‘뷰티 페어’의 곡이다.
미라클·가이(ミラクル・ガイ, 제4화)
작사 : 료우 마치코 / 작곡 : 하야시 테츠지
노래 : 아스트레아
원곡은 영화 《소림사목인권》의 일본판 주제가이다.
ff(포르티시모)({{lang|ja|ff (フォルティシモ), 제5화)
작사 : 마츠오 유키오 / 작곡 : 미노와 히토시
노래 : 미츠키 소하라
원곡은 일본의 ‘HOUND DOG’의 곡으로, 컵라면의 CM 송이다.
솔저·인·더·스페이스(ソルジャー・イン・ザ・スペース, 제6화)
작사 : 후지카와 케이스케 / 작곡 : 야마모토 쿄지
노래 : 사쿠라이 토모키, 스가타 에이시로
원곡은 일본의 ‘BOW WOW’의 곡으로, 특수 촬영 인형극 《X봄버》의 주제가이다.
돌아갈 날을 위해서(帰らざる日のために, 제7화)
작사 : 야마카와 케이스케 / 작곡 : 이즈미 타쿠
노래 : 사쿠라이 토모키, 이카로스, 미츠키 소하라, 스가타 에이시로, 사츠키타네 미카코, 님프, 아스트레아
원곡은 일본의 ‘이즈미 타쿠’의 〈이즈미 타쿠 Singers〉에 수록된 곡으로, 일본의 드라마 《우리들의 청춘》의 주제가이다.
무희(踊り子, 제8화)
작사·작곡 : 무라시타 코조
노래 : 이카로스, 사츠키타네 미카코
원곡은 일본의 ‘무라시타 코조’의 곡이다.
여름 아가씨(夏のお嬢さん, 제9화)
작사 : 카사마 준 / 작곡 : 사사키 벤
노래 : 님프
원곡은 일본의 ‘사카키바라 이쿠에’의 곡이다.
망향의 여행(望郷の旅, 제10화)
작사 : 야스이 카즈미 / 작곡 : 히라오 마사아키
노래 : 사쿠라이 토모키, 토모코
원곡은 일본의 ‘모리모토 타로’와 ‘슈퍼 스타’의 곡으로, 일본의 드라마 《구원자 달린다》의 주제가이다.
시대에 뒤쳐진 연인들(時代遅れの恋人たち, 제12화)
작사 : 야마카와 케이스케 / 작곡 : 츠츠미 쿄헤이
노래 : 이카로스, 님프, 아스트레아
원곡은 일본의 ‘나카무라 마사토시’의 곡이다.
삽입곡
not인기 남자의 겨울 풍경(notモテ男冬景色, 제4화)
작사 : 미나즈키 스우 / 작곡 : 하세가와 토모키
노래 : 사쿠라이 토모키

#### 방영 목록
부제의 괄호 안은 애니메이션 내에서는 후리가나의 형태로 표현되어 있다.
| 화수   | 부제 (원제/풀이)                                                                   | 각본          | 그림 콘티                                     | 연출                            | 작화감독                                                                                  |
| ------ | ---------------------------------------------------------------------------------- | ------------- | --------------------------------------------- | ------------------------------- | ----------------------------------------------------------------------------------------- |
| 제1화  | キミも脱げ! 帰ってきた全裸王（ユウシャ） 너도 벗어! 돌아온 전라왕(용자)            | 카키하라 유코 | 사이토 히사시                                 | 이가라시 시쇼우                 | 타나카 료우                                                                               |
| 제2화  | 驚愕! 天使は♥♥（キョニュウ）だった 경악! 천사는 ♥♥(거유)였다!!                     | 카키하라 유코 | 사이토 히사시                                 | 이가라시 시쇼우                 | 타나카 료우                                                                               |
| 제3화  | 煩悩（プライド）ある戦い 번뇌(프라이드) 있는 전쟁                                  | 카키하라 유코 | 후루카와 준코                                 | 마츠자와 켄이치 사이토 아키히로 | 사와다 조지                                                                               |
| 제4화  | 死闘! 零下1.4度の温泉（カッセン） 사투! 영하 1.4 °C의 온천(전투)                   | 카키하라 유코 | 사이토 히사시                                 | 이타니 키요타카                 | 콘도 유우지 마츠모토 토모유키                                                             |
| 제5화  | 天界から来た超兄弟（トモダチ） 천계에서 온 초형제(친구)                            | 카키하라 유코 | 코소다 마사히로                               | 코소다 마사히로                 | 타나카 료우 스기모토 테루지 야나세 마사유키 키쿠치 마사요시                               |
| 제6화  | 決断せよ!! 天国と地獄（アップダウン） 결단해라!! 천국과 지옥(Up·Down)              | 카키하라 유코 | 이토 마사아키                                 | 타카바야시 히사야               | 후쿠다 노리유키 나카하라 키요타카                                                         |
| 제7화  | 西瓜（トモキ）喰います 수박(토모키) 먹습니다                                       | 카키하라 유코 | 사이토 히사시                                 | 타카하시 유키오                 | 나카무라 미유키                                                                           |
| 제8화  | 空に響く天使達（ウタヒメ）の声 하늘에 울려 퍼지는 천사들(가희)의 소리              | 카키하라 유코 | 사이토 히사시 이가라시 시쇼우 타구치 토모히사 | 이가라시 시쇼우                 | 이시노 사토시 아라이 노부히로 사이토 마사카즈 야나세 마사유키 니시이 마사노리 타나카 료우 |
| 제9화  | 激闘! 夢の一本釣り（ジャンボカーニバル） 격투! 꿈의 일본 낚시(점보 카니발)         | 카키하라 유코 | 야나기사와 테츠야                             | 야나기사와 테츠야               | 나카지마 요시코 미나가와 류타로                                                           |
| 제10화 | 節穴世界（ファンタジーフィールド）を覗け! 옹이구멍의 세계(판타지 필드)를 엿보아라! | 카키하라 유코 | 이나가키 타카유키                             | 타카시마 다이스케               | 사와다 조지                                                                               |
| 제11화 | 幻想哀歌（ムサベツ）の果て 환상애가(무차별)의 끝                                   | 카키하라 유코 | 야마구치 나오키                               | 스즈키 카오루                   | 우에다 요이치 카와구치 리에 스기모토 테루지 키쿠나가 치사토                               |
| 제12화 | 明日に羽飛く彼女達(フォルテ) 내일로 날아가는 그녀들(포르테)                        | 카키하라 유코 | 사이토 히사시                                 | 이가라시 시쇼우                 | 이시노 사토시                                                                             |

## 극장판
2010년 11월 10일에 발매된 〈월간 뉴타입 12월호〉에서 극장판 애니메이션화 소식이 발표되었다. 또한 애니메이션 2기의 방영 최종화였던 제12화의 TV 전달 후 광고를 통해 극장판에 대한 CM이 전달되었다.
또한 2012년 2월 24일에 극장판 BD & DVD가 발매되었고, 한국에서는 2012년 6월 7일 개봉했다.

## 인터넷 라디오
TV 애니메이션의 방송에 맞춰, 2009년 10월 1일부터 애니메이트 TV와 마린 엔터테인먼트에서 소라오토 ~포린☆라브~라는 제목의 인터넷 라디오 방송이 시작되었다. 진행자는 이카로스 역의 하야미 사오리와 님프 역의 노미즈 이오리이다.
2010년 12월 24일에 최종화(28화)가 방송되어 막을 내렸다.